# Antonio Rozzi
Antonio Rozzi (né le 28 mai 1994 à Rome) est un footballeur italien, qui évolue au poste d'ailier gauche.

## Statistiques
| Saison                | Club                        | Championnat           | Championnat | Championnat | Coupe(s) nationale(s) | Coupe(s) nationale(s) | Compétition(s) continentale(s) | Compétition(s) continentale(s) | Compétition(s) continentale(s) | Total | Total |
| Saison                | Club                        | Division              | M.          | B.          | M.                    | B.                    | Comp.                          | M.                             | B.                             | M.    | B.    |
| 2011–2012             | Lazio Rome                  | Serie A               | 1           | 0           | -                     | -                     | C3                             | 1                              | 0                              | 2     | 0     |
| 2012- 2013            | Lazio Rome                  | Serie A               | -           | -           | 1                     | 0                     | C3                             | 3                              | 0                              | 4     | 0     |
| Sous-total            | Sous-total                  | Sous-total            | 1           | 0           | 1                     | 0                     | -                              | 4                              | 0                              | 6     | 0     |
| 2013-2014             | Real Madrid Castilla (prêt) | Liga Adelante         | 10          | 0           | -                     | -                     | -                              | -                              | -                              | 10    | 0     |
| Sous-total            | Sous-total                  | Sous-total            | 10          | 0           | -                     | -                     | -                              | -                              | -                              | 10    | 0     |
| 2014-2015             | FC Bari 1908 (prêt)         | Serie B               | 9           | 0           | -                     | -                     | -                              | -                              | -                              | 9     | 0     |
| Sous-total            | Sous-total                  | Sous-total            | 9           | 0           | -                     | -                     | -                              | -                              | -                              | 9     | 0     |
| 2015                  | Virtus Entella (prêt)       | Serie B               | 1           | 0           | -                     | -                     | -                              | -                              | -                              | 1     | 0     |
| Sous-total            | Sous-total                  | Sous-total            | 1           | 0           | -                     | -                     | -                              | -                              | -                              | 1     | 0     |
| Total sur la carrière | Total sur la carrière       | Total sur la carrière | 13          | 0           | 1                     | 0                     | -                              | 4                              | 0                              | 18    | 0     |